# Grangermont
Grangermont è un comune francese di 214 abitanti situato nel dipartimento del Loiret, nella regione del Centro-Valle della Loira.

## Società

### Evoluzione demografica
Abitanti censiti